# Anadarko
Pour la ville de l’Oklahoma, voir Anadarko (Oklahoma).
Anadarko était une compagnie pétrolière américaine. Elle a été rachetée par Occidental petroleum en 2019.

## Histoire
Classée 345 au Fortune 500 en 2004, la compagnie a annoncé en juin 2006 la fusion avec Kerr-McGee, autre producteur américain, qui devrait accroître sa taille d'environ 50 %.
En 2014, Anadarko, sous la menace de poursuites judiciaires, accepte de payer 5,15 milliards de dollars, dont 4,4 milliards pour décontaminer des sites pollués que sa filiale Kerr-McGee avait abandonnés et tenté de dissimuler à travers une réorganisation frauduleuse. En effet, Kerr-McGee avait transmis ses milliards de dettes environnementales à la société Tronox, qui avait fini par faire faillite en 2009. Dans le même temps, Kerr-McGee, débarrassée de ses obligations en matière de décontamination, a été rachetée par Anadarko pour 18 milliards de dollars.
En janvier 2017, Anadarko annonce la vente de ses activités dans le bassin d'Eagleford situé au sud du Texas à une coentreprise entre Sanchez Energy et Blackstone pour 2,3 milliards de dollars.
En novembre 2018, Anadarko annonce la vente de ses activités dans les pipelines et dans le stockage de pétrole pour 4 milliards de dollars à Western Gas Partners.
En février 2019, EDF signe un accord d’achat de 1,2 million de tonnes de gaz extrait par Anadarko au Mozambique.
Le 12 avril 2019, après une première offre de la part d'Occidental, Anadarko reçoit une offre d'acquisition de la part de Chevron, la deuxième compagnie pétrolière des États-Unis, pour 33 milliards de dollars. Le même mois, Occidental Petroleum renchérit sur Anadarko avec une offre de 38 milliards de dollars, avant de remporter cette acquisition, il est cependant contraint de vendre les activités d'Anadarko en Afrique à Total,.

## Activité
C'est un producteur pur, qui gère l'exploitation de gisements, mais pas le raffinage. Aux États-Unis, la compagnie exploite des gisements dans des régions matures, et a réussi à revitaliser la production de certains d'entre eux via des techniques de récupération assistée. À l'étranger, la compagnie a des activités « exploration et production » principalement en Chine, au Kazakhstan, en Algérie et en Australie.

## Données financières
| Année                        | 2002  | 2003  | 2004  | 2005  |
| ---------------------------- | ----- | ----- | ----- | ----- |
| Chiffre d'affaires           | 3,860 | 5,122 | 6,067 | 7,101 |
| Résultat brut d'exploitation | 2,546 | 3,505 | 4,328 | 5,358 |
| Résultat net                 | 0,825 | 1,287 | 1,601 | 2,466 |
| Dette                        | 5,471 | 5,058 | 3,840 | 3,677 |